# Дженні Менсінг
Дженні Менсінг (нім. Jenny Mensing, 26 лютого 1986) — німецька плавчиня.
Учасниця Олімпійських Ігор 2012 року.
Чемпіонка Європи з водних видів спорту 2012 року, призерка 2010 року.
Призерка Чемпіонату Європи з плавання на короткій воді 2009, 2010 років.